# Gillois
Gillois – miejscowość i gmina we Francji, w regionie Burgundia-Franche-Comté, w departamencie Jura.
Według danych na rok 1990 gminę zamieszkiwało 115 osób, a gęstość zaludnienia wynosiła 12 osób/km² (wśród 1786 gmin Franche-Comté Gillois plasuje się na 628. miejscu pod względem liczby ludności, natomiast pod względem powierzchni na miejscu 462.).